# 地中海の戦い (第二次世界大戦)
第二次世界大戦における地中海の戦い（ちちゅうかいのたたかい、英：Mediterranean theatre）は、1940年6月10日のイタリア王国の連合国への宣戦布告から1945年5月2日のドイツ・イタリア方面軍の降伏まで続いた、地中海全域の海域・島嶼・沿岸で繰り広げた一連の陸戦・海戦・空戦のこと。

## 開戦時の地中海の情勢
欧州随一の海軍国であるイギリスは、地中海においても西のジブラルタル・東のアレクサンドリア・中央のマルタ島に海軍基地を置き、他を圧倒する存在であった。
1939年の第二次世界大戦の勃発後も、枢軸国のイタリアが参戦しなかったため、地中海で戦闘行為は行われなかった。
しかし、ナチス・ドイツのフランス侵攻で、連合軍が西部戦線で大敗を喫して状況は激変した。フランスの敗北が間違いの無いところとなった、1940年6月10日、イタリアがイギリス・フランスに宣戦布告。6月21日にフランスがドイツと休戦協定を結び、ドイツ庇護下のヴィシー政権が南仏及び植民地を支配する事になり、フランス艦隊は接収はされなかったが使用はできなくなり、北アフリカのフランス植民地チュニジア・アルジェリア・モロッコが事実上枢軸国の手に落ちた。

## 戦いの経過

### イタリアとイギリスの戦闘開始（1940年6月～11月）
イタリアは1940年6月10日に参戦したが、フランスは21日に休戦したため両国間の戦闘は極めて少なかった。イタリアのベニート・ムッソリーニはイタリア領リビアからエジプトへ、アルバニアからギリシャへの侵攻を図った。
イギリスはアレキサンドリアの地中海艦隊とジブラルタルのH部隊が対応し、イタリア空軍の攻撃を避けようと、マルタからの船団引き上げを図った。
ここで、引き上げ船団の護衛に赴いたカニンガム艦隊が、リビアへ向かうイタリア艦隊を発見、7月9日カラブリア沖海戦が起こり、イタリア艦隊は逃走した。以後もイタリアの劣勢が続き、11月11日にはイギリス空母部隊によるタラント空襲が行われた。イギリス輸送船団の往来を許したため、9月からのエジプト侵攻・10月からのギリシャ侵攻も大敗北を喫した。

### ドイツの地中海への介入（1940年12月～1941年2月）
一度はマルタからの引き上げを試みたイギリスだったが、イタリアの脅威が弱まったため、マルタへ増援を送る事となった。
しかし、地中海が完全にイギリスに支配される事を恐れたドイツが介入し、12月にシチリアへ空軍を派遣しマルタのイギリス軍を牽制、1941年2月北アフリカへエルヴィン・ロンメルが指揮するドイツアフリカ軍団を派遣した。
1941年1月、ジブラルタル・アレクサンドリア双方からマルタへ増援船団を送り込む「エクセス作戦」が発動されたが、十分な戦闘機の直援が無い中、ドイツ空軍の急降下爆撃機の猛攻を受け、アレクサンドリアからの部隊は撤退を余儀なくされた。

### ギリシャでの戦い（1941年3月～5月）
ドイツのギリシャ侵攻を察知したイギリスは、北アフリカからギリシャに支援部隊を送る事にし、1941年3月ドイツの要請で出動したイタリア艦隊とマタパン岬沖海戦が行われ、イギリス軍が一方的に勝利し、支援部隊はアテネの外港ピレウスからギリシャに入った。

### 北アフリカ戦線での独ソ戦開始の影響（1941年6月～1942年5月）
1941年6月、ドイツは突如ソ連に侵攻、空軍を地中海から東部戦線に引き抜いた。ドイツ空軍の脅威が薄らいだため、マルタの少数の艦艇・潜水艦がイタリアからリビアのトリポリ・ベンガジへ向かう事態が相次ぎ、イギリス軍が北アフリカでの反攻を本格化し11月のクルセーダー作戦で、一旦包囲されていたトブルクを解放し、ロンメルをリビア奥地へ押し戻した。
冬季に入ると、ロシアの悪天候では使用できないドイツ空軍が一時的にシチリアに戻り、1942年5月ガザラの戦いでトブルクが陥落、イギリス軍はアレクサンドリアの目前のエル・アラメインに決戦陣地を敷いた。

### エル・アラメインの戦いと北アフリカの枢軸軍消滅（1942年6月～1943年5月）
追い詰められたイギリス軍はマルタへの海上補給を強化、6月に「ハープーン作戦」・8月に「ペデスタル作戦」を行い、多大な犠牲を出しながらも中部地中海での制海・制空権を回復し、アレクサンドリアで兵器・物資の陸揚げを始めた。逆に枢軸国による北アフリカの補給は滞り、既にアメリカが参戦していたため、イギリス軍にはアメリカから貸与された兵器・物資も加わり、物量で枢軸軍を圧倒し始めた。
7月1日ロンメルはイギリス軍陣地へ攻撃をかけたが攻め切れずに中止（アラム・ハルファの戦い）、逆に10月23日イギリス軍が攻撃を開始（エル・アラメインの戦い）、アフリカ軍団は壊滅的損害を受け、リビアも捨て、チュニジアへと退却した。
11月8日イギリス・アメリカ軍はモロッコ・アルジェリアへの上陸作戦「トーチ作戦」を開始。これに対しヒトラーは北アフリカの死守とチュニジア（フランス軍が駐留）への派兵を命じた。最初の部隊は11月11日に到着し引続き兵員や装備が増強された。エル・アラメインから退却した枢軸軍も到着して、チュニジアの戦いが行われたが補給力に劣る枢軸軍は次第に劣勢になり、1943年5月に降伏した。

### イタリアの降伏とイタリア本土での戦い（1943年6月～1945年5月）
チュニジアを占領し、連合軍は対岸シチリアへの橋頭堡を得た。1943年7月10日、シチリア上陸「ハスキー作戦」を開始。敗北が避けがたい事を悟ったイタリアでは7月25日にムッソリーニが失脚、ピエトロ・バドリオ政権が発足した。9月8日、イタリア本土サレルノへの上陸が始まると、休戦を表明した。
これに対しドイツ軍は9月9日にローマを占領。バドリオ政権は南部へ脱出する。イタリア戦線が開幕した。9月12日、ドイツ軍特殊部隊がムッソリーニを救出し、15日、北部にドイツの傀儡イタリア社会共和国を樹立した。
それでも連合軍の優勢は続き、1943年9月末にナポリを占領した。10月13日、バドリオ政権はドイツへ宣戦布告。1944年1月、連合軍はローマ南方のアンツィオへ上陸を開始した。5月にはドイツ軍の防衛線を迂回し、6月4日にはローマを占領する。その後、連合軍の西部戦線（ノルマンディー上陸とその後のドイツに向かって進攻）優先の方針もあり、ドイツ軍の新しい防衛線で戦線は1945年春まで停滞するが、同年4月5日、ボローニャのアペニン山脈で連合軍は進撃を再開する。同25日、イタリアのパルチザンが蜂起。ムッソリーニは愛人と共にミラノを脱出するが同28日、スイス国境で逮捕され、翌日処刑された。5月2日、イタリア方面のドイツ軍は降伏、ここに地中海における戦いは幕を閉じた。